# Проделки в старинном духе
«Проделки в старинном духе» — советская музыкальная комедия, поставленная в 1986 году режиссёром Александром Панкратовым по мотивам ранних рассказов А. Н. Толстого.

## Сюжет
«Свободный человек», а точнее — просто жулик (Михаил Кононов), прочитав случайно чужое письмо о смерти одной тётушки, явился к её наследнику, отставному гусару Николаю Денисовичу Кобелеву, промотавшему всё своё состояние, под видом его племянника Алексея, надеясь, что ему с этого хоть что-нибудь да перепадёт. Но прискорбной оказалась не только новость о смерти тётушки, но и то обстоятельство, что умершая оставила Кобелева без наследства в размере 100 000 рублей, на которое он очень рассчитывал. К тому же он пытался на днях сосватать своего сына к дочке богатого соседа, надеясь, в частности, и на приданое в 10 000 рублей, но получил отказ из-за недостаточной зажиточности.
Через несколько минут знакомства ловкий юноша обязуется устроить свадьбу за небольшую награду и подбивает добродушного помещика затеять сомнительную интригу, смысл которой заключается в том, что якобы это наследство от тётушки он всё-таки получил. Сосед теперь, естественно, соглашается, но красавица-невеста весьма строптива и, в свою очередь, решает проверить истинность чувств жениха, устраивая собственное похищение разбойниками прямо из-под венца.

## В ролях
- Дарья Михайлова — Катенька, невеста
- Владимир Самойлов — Кобелев Николай Денисович
- Николай Трофимов — Иван Акимович, зажиточный сосед
- Михаил Кононов — Алексей
- Алексей Нестеренко — Владимир Кобелев, жених
- Борис Бачурин — Фёдор, товарищ жениха
- Владимир Виноградов — Васька, камердинер Кобелева
- Валентин Голубенко — Почтарь
- Жанна Токарская — Настёна
- Надежда Тимохина — Параша

В эпизодах:
- Глеб Плаксин — французский офицер
- Григорий Абрикосов — французский генерал
- Александр Самойленко — Наполеон

## Съёмочная группа
- Авторы сценария — Андрей Стреков и Александр Панкратов
- Режиссёр-постановщик — Александр Панкратов
- Оператор-постановщик — Григорий Беленький
- Художники-постановщики: Николай Саушин, Раис Нагаев
- Композитор — Марк Минков
- Песни на стихи Василия Жуковского и Дениса Давыдова
- Каскадер — Сергей Шолохов

Сцена венчания снята у Никольской церкви в Гребнево.

## Видеоиздания
- В 2003 году на видеокассете VHS, серия «Антология кинокомедии», распространитель «Крупный план».
- В 2007 году на DVD, серия «Отечественное кино XX века», распространитель «Крупный план».